# Herta Fahrenkrog
Herta Fahrenkrog (* 24. Januar 1942 in Hamburg) ist eine deutsche Schauspielerin.

## Leben
Noch ehe sie eine Schauspielausbildung bei Eva Fiebig abschloss, übernahm sie als 16-jährige Hamburger Blondine ihre ersten Filmrollen. Herta Fahrenkrog spielte in der Folgezeit tragende Nebenrollen, seltener Hauptrollen, in einer Reihe von Kino- und Fernsehfilmen und war zeitgleich auch auf der Bühne (Debüt in Hamburg) aktiv. Theaterverpflichtungen (Stückverträge) führten sie unter anderem nach München und Zürich. Tourneereisen schlossen sich an. Darüber hinaus wurde Herta Fahrenkrog für Hörfunksendungen verpflichtet und arbeitete als Synchronsprecherin.
Herta Fahrenkrog war mit dem Regisseur, Drehbuchautor und Fernsehproduzenten Ulf von Mechow (1939–2006) verheiratet.

## Filmografie
- 1959: Kabale und Liebe
- 1959: Laß mich am Sonntag nicht allein
- 1959: Jacqueline
- 1960: Das schwarze Schaf
- 1960: Es geschah an der Grenze
- 1960: Stahlnetz: Verbrannte Spuren
- 1961: Duett zu Dritt
- 1961: Bis zum Ende aller Tage
- 1962: Seelenwanderung
- 1962: Barras heute
- 1963: Ein Todesfall wird vorbereitet
- 1963: Die fünfte Kolonne (eine Folge der TV-Serie)
- 1963: Der Maulkorb
- 1963: Freundschaftsspiel
- 1964: Die lustigen Weiber von Tirol
- 1965: John Klings Abenteuer (eine Folge der TV-Serie)
- 1965: Boeing-Boeing
- 1965: Onkel Phils Nachlaß
- 1966: Ulrich und Ulrike (TV-Serie)
- 1967: Kommissar Brahm (eine Folge der TV-Serie)
- 1967: Landarzt Dr. Brock (eine Folge der TV-Serie)
- 1968: Engelchen macht weiter – hoppe, hoppe Reiter
- 1973: … aber Jonny!
- 1973: Die Kriminalerzählung (Fernsehserie, 3 Folgen)
- 1975: Abschiedsparty
- 1980: Im Herzen des Hurrican
- 1980: St. Pauli-Landungsbrücken (eine Folge der TV-Serie)
- 1982: Betti, die Tochter
- 1991: Derrick (zwei Folgen der Krimiserie)
- 1993: Marienhof (eine Folge der Vorabendserie)

## Einzelnachweis
1. ↑  Lebensdaten laut Filmarchiv Kay Weniger

| Personendaten    | Personendaten                        |
| ---------------- | ------------------------------------ |
| NAME             | Fahrenkrog, Herta                    |
| ALTERNATIVNAMEN  | Farenkrog, Herta; Fahrenkrog, Hertha |
| KURZBESCHREIBUNG | deutsche Schauspielerin              |
| GEBURTSDATUM     | 24. Januar 1942                      |
| GEBURTSORT       | Hamburg                              |